# バーバラ・チェイス＝リボウ
バーバラ・チェイス＝リボウ（Barbara Chase-Riboud、1939年6月26日ー　）は、アメリカ合衆国の女性作家、詩人、彫刻家。

## 概略
ペンシルベニア州フィラデルフィア生まれ、フレッチャー芸術学校、フィラデルフィア芸術学院に学び、イェール大学卒。1974年に詩集『メンフィスから北京へ』で文壇に登場するが、1979年最初の小説『サリー・ヘミングス』で、米国の女性作家に与えられる、ジャネット・ハイディンガー・カフカ賞を受賞。1988年には2作目の詩集『クレオパトラのような裸婦の肖像』でカール・サンドバーグ賞を受賞。他の作品に小説「ヴァリデ―ハレムの物語」(’86年)、「ライオンの咆哮」(’89年)、「大統領の秘密の娘」(’94年)、1996年フランス芸術文化勲章受章。「ホッテントット・ヴィーナス ある物語」(2005年)でブラック・コーカス賞受賞。彫刻家としても知られ、米国のみならず、パリ、ローマでも活躍。リボウは夫の姓。
『サリー・ヘミングス』は、第3代大統領トマス・ジェファーソンの愛人だった黒人奴隷を描いたもの。

## 日本語訳
- 『大統領の秘密の娘』下河辺美知子訳. 作品社, 2003.9
- 『サリー・ヘミングス 禁じられた愛の記憶』石田依子訳. 大阪教育図書, 2006.3
- 『ホッテントット・ヴィーナス ある物語』井野瀬久美惠監訳, 安保永子,余田愛子訳. 法政大学出版局, 2012.5